# Иллсли, Джон
Джон Эдвард Иллсли (англ. John Edward Illsley; 24 июня 1949, Лестер, Англия) — британский музыкант, прославившийся как бас-гитарист добившейся всемирного успеха группы Dire Straits. Иллсли был одним из основателей Dire Straits и оказал значительное влияние на формирование их музыкального стиля. К моменту распада группы в 1995 году он остался единственным участником оригинального состава помимо бессменного лидера группы Марка Нопфлера. Также записал семь студийных и два концертных сольных альбома.

## Дискография

### В составе Dire Straits
- 1978 — Dire Straits
- 1979 — Communiqué
- 1980 — Making Movies
- 1982 — Love over Gold
- 1985 — Brothers in Arms
- 1991 — On Every Street

### Сольная
- 1984 — Never Told a Soul
- 1988 — Glass
- 2007 — Live in Les Baux de Provence (с Cunla и Грегом Перлом)
- 2008 — Beautiful You (с Грегом Перлом)
- 2010 — Streets of Heaven
- 2014 — Testing the Water
- 2015 — Live in London (концертный)
- 2016 — Long Shadows
- 2019 — Coming up for Air
- 2022 — VIII